# Adré
Adré è un centro abitato e comune del Ciad, situato nella provincia di Ouaddaï.. È il capoluogo del dipartimento.
Secondo il censimento del 2009, il comune ha 15.361 abitanti.